# Dermanura anderseni
Dermanura anderseni is een zoogdier uit de familie van de bladneusvleermuizen van de Nieuwe Wereld (Phyllostomidae). De wetenschappelijke naam van de soort werd voor het eerst geldig gepubliceerd door Osgood in 1916.

## Voorkomen
De soort komt voor in Brazilië, Peru, Bolivia en Ecuador.